# Ер (буква древнепермского алфавита)
Ер (𐍯, коми ер, также ъ) — дополнительная буква древнепермского алфавита, использовавшегося для записи языка коми и в качестве тайнописи старорусского языка.

## Использование
Буква 𐍯 использовалась в значении кириллической буквы ъ. 𐍯 не имеет аналога в алфавите Молодцова и соответствует кириллической букве Ъ ъ в современном алфавите. В русских тайнописных текстах также соответствует ъ.

## Порядковый номер в алфавите
В списках древнепермского алфавита буква 𐍯 отсутствует. В. И. Лыткин относит 𐍯 к дополнительным буквам, использующимся преимущественно в русских заимствованиях, и условно помещает её в конец алфавита, на двадцать девятую позицию.

## Название
В. И. Лыткин условно называет эту букву ъ. В Юникоде буква называется ер (англ. yer).

## Начертание
Происхождение буквы, предположительно, связано с русской буквой ъ.

## Кодировка
Буква была закодирована в блоке Юникода «Древнепермское письмо» (англ. Old Permic) в версии 7.0, вышедшей 16 июня 2014 года, под кодом U+1036F.